# 三遠南信
三遠南信（さんえんなんしん）または三遠信（さんえんしん）とは、東海地方・甲信地方の一角で、豊橋市を中心とする愛知県の東三河地方、政令市の浜松市を中心とする静岡県の遠州地方（西遠、中遠）、飯田市を中心とする長野県の南信州地域（信濃の南部）の県境を跨いだ地域の呼称。文化・方言的には上伊那の南部（太田切川以南）も含まれ、郡境をも跨いでいる。民俗学者の間では三信遠（さんしんえん）という地域名で流通している。

## 概説
1997年に三遠南信地域交流ネットワーク会議という組織が作られており、観光ガイドなどを含む公式サイトを立ち上げた。また、この会議は浜松市、豊橋市、飯田市の3市で事務局を回り持ちしていた。その後2005年に三遠南信自動車道早期開通期成同盟会（後に三遠南信地域経済開発協議会）が、2008年に三遠南信地域連携ビジョン推進会議（SENA）が発足。2014年にSENAが新体制に移行するのに伴い三遠南信地域交流ネットワーク会議が統合された。
この組織は、広域連合や一部事務組合のような自治体の例規集に定められたモノではなく、民間も含めた任意の協議会である。議会は存在せず、法人格もない。事務局は浜松市役所内に設置。
なお、有史以来、長野県南部、静岡県西部、愛知県東部を統合した行政体は存在したことがないが、特に三河と遠州は歴史的に結びつきが強い。

## 特徴
- 天竜川の舟運や水運を利用して、水窪（浜松市天竜区水窪町）や伊那谷の木材を輸送していた。
- 中央構造線や糸魚川静岡構造線が東端を成し、中央構造線は浜名湖から紀伊半島に入る。
- 農業では、渥美半島の菊、三ヶ日のミカン、遠州一帯のメロン、掛川や牧之原の緑茶、飯田のリンゴや柿が、代表的な農産物である。また、浜名湖は全国一の養殖鰻の生産で知られていたが、廃業が進みシェアを落としている。
- Jリーグチームの一つ・ジュビロ磐田の地盤である。この他にも、つま恋を初めとして、ヤマハに関連する施設が多い。
- バスケットボールB.LEAGUEチームの三遠ネオフェニックスの地盤でもある。ホームアリーナは豊橋市総合体育館で、浜松アリーナでも年間数試合が行われている。

## 「三遠南信地域連携ビジョン推進会議」に加盟している市町村
| 県     | 地域区分   | 地域区分   | 市町村   | 市町村   | 備考         |
| ------ | ---------- | ---------- | -------- | -------- | ------------ |
| 愛知県 | 東三河     | 東三河     | 豊橋市   | 豊橋市   | 中核市       |
| 愛知県 | 東三河     | 東三河     | 豊川市   |          |              |
| 愛知県 | 東三河     | 東三河     | 蒲郡市   |          |              |
| 愛知県 | 東三河     | 東三河     | 新城市   |          |              |
| 愛知県 | 東三河     | 東三河     | 田原市   |          |              |
| 愛知県 | 東三河     | 東三河     | 北設楽郡 | 設楽町   |              |
| 愛知県 | 東三河     | 東三河     | 北設楽郡 | 東栄町   |              |
| 愛知県 | 東三河     | 東三河     | 北設楽郡 | 豊根村   |              |
| 静岡県 | 遠州(西部) | 西遠・北遠 | 浜松市   | 浜松市   | 政令指定都市 |
| 静岡県 | 遠州(西部) | 西遠・北遠 | 湖西市   |          |              |
| 静岡県 | 遠州(西部) | 中遠       | 磐田市   | 磐田市   |              |
| 静岡県 | 遠州(西部) | 中遠       | 袋井市   |          |              |
| 静岡県 | 遠州(西部) | 中遠       | 周智郡   | 森町     |              |
| 静岡県 | 遠州(西部) | 東遠       | 掛川市   | 掛川市   |              |
| 静岡県 | 遠州(西部) | 東遠       | 菊川市   |          |              |
| 静岡県 | 遠州(西部) | 東遠       | 御前崎市 |          |              |
| 静岡県 | 中部       | 榛原       | 牧之原市 | 牧之原市 | 旧遠江国     |
| 長野県 | 南信地方   | 上伊那地域 | 伊那市   | 伊那市   |              |
| 長野県 | 南信地方   | 上伊那地域 | 駒ヶ根市 |          |              |
| 長野県 | 南信地方   | 上伊那地域 | 上伊那郡 | 飯島町   |              |
| 長野県 | 南信地方   | 上伊那地域 | 上伊那郡 | 中川村   |              |
| 長野県 | 南信地方   | 上伊那地域 | 上伊那郡 | 宮田村   |              |
| 長野県 | 南信地方   | 上伊那地域 | 上伊那郡 | 箕輪町   |              |
| 長野県 | 南信地方   | 上伊那地域 | 上伊那郡 | 辰野町   |              |
| 長野県 | 南信地方   | 上伊那地域 | 上伊那郡 | 南箕輪村 |              |
| 長野県 | 南信地方   | 南信州地域 | 飯田市   | 飯田市   |              |
| 長野県 | 南信地方   | 南信州地域 | 下伊那郡 | 松川町   |              |
| 長野県 | 南信地方   | 南信州地域 | 下伊那郡 | 高森町   |              |
| 長野県 | 南信地方   | 南信州地域 | 下伊那郡 | 阿南町   |              |
| 長野県 | 南信地方   | 南信州地域 | 下伊那郡 | 阿智村   |              |
| 長野県 | 南信地方   | 南信州地域 | 下伊那郡 | 平谷村   |              |
| 長野県 | 南信地方   | 南信州地域 | 下伊那郡 | 根羽村   |              |
| 長野県 | 南信地方   | 南信州地域 | 下伊那郡 | 下條村   |              |
| 長野県 | 南信地方   | 南信州地域 | 下伊那郡 | 売木村   |              |
| 長野県 | 南信地方   | 南信州地域 | 下伊那郡 | 天龍村   |              |
| 長野県 | 南信地方   | 南信州地域 | 下伊那郡 | 泰阜村   |              |
| 長野県 | 南信地方   | 南信州地域 | 下伊那郡 | 喬木村   |              |
| 長野県 | 南信地方   | 南信州地域 | 下伊那郡 | 豊丘村   |              |
| 長野県 | 南信地方   | 南信州地域 | 下伊那郡 | 大鹿村   |              |

## 三遠南信地域連携ビジョン推進会議に加盟していない地域
- 旧三河国のうち、西三河地方（東三河を除いた残りの三河地域）は、全域が加盟していない。
- 旧遠江国のうち、現静岡県中部地方である島田市の一部（神谷城の一部を除く大井川以西）、焼津市の一部（上小杉、下小杉以南）、藤枝市の一部（源助）、榛原郡の吉田町・川根本町の一部（大井川以西）は、加盟していない。
- 南信地方のうち、諏訪地域（岡谷市、諏訪市、茅野市、諏訪郡）は、加盟していない。

## 市町村合併

### 東三河地方
- 2003年8月20日 - 渥美郡赤羽根町が田原町に編入、田原町は同日市制施行し田原市となる。
- 2005年10月1日
  - 新城市と南設楽郡鳳来町、作手村が合併、新城市となる。
  - 渥美郡渥美町が田原市に編入。
  - 北設楽郡設楽町と津具村が合併、設楽町となる。
- 2005年11月27日 - 北設楽郡富山村が豊根村に編入。
- 2006年2月1日 - 宝飯郡一宮町が豊川市に編入。
- 2008年1月15日 - 宝飯郡音羽町、御津町が豊川市に編入。
- 2010年2月1日 - 宝飯郡小坂井町が豊川市に編入。

### 遠州地方
- 2004年4月1日 - 榛原郡御前崎町と小笠郡浜岡町が合併、御前崎市となる。
- 2005年1月17日 - 小笠郡菊川町と小笠町が合併、菊川市となる。
- 2005年4月1日
  - 磐田市と磐田郡福田町、竜洋町、豊田町、豊岡村が合併、磐田市となる。
  - 袋井市と磐田郡浅羽町が合併、袋井市となる。
  - 掛川市と小笠郡大東町、大須賀町が合併、掛川市となる。
- 2005年7月1日 - 天竜市、浜北市、周智郡春野町、磐田郡龍山村、佐久間町、水窪町、浜名郡舞阪町、雄踏町、引佐郡細江町、引佐町、三ケ日町が浜松市に編入。
- 2005年10月11日 - 榛原郡榛原町と相良町が合併、牧之原市になる。
- 2007年4月1日 - 浜松市が政令指定都市に移行。
- 2010年3月23日 - 浜名郡新居町が湖西市に編入。

### 南信地方
- 2005年10月1日 - 下伊那郡上村と南信濃村が飯田市に編入。
- 2006年1月1日 - 下伊那郡浪合村が阿智村に編入。
- 2009年3月31日 - 下伊那郡清内路村が阿智村に編入。

## 交通

### 鉄道
- 東海旅客鉄道
  - 東海道新幹線
  - 東海道本線
  - 飯田線
- 遠州鉄道
- 天竜浜名湖鉄道
- 豊橋鉄道
  - 渥美線
  - 東田本線

### 主な道路
- 東名高速道路
- 新東名高速道路
- 三遠南信自動車道
- 国道1号
- 国道151号（現状では東三河地方と南信地方を結ぶ唯一の国道）
- 国道152号
- 国道257号
- 国道362号

## 三遠南信のコミュニティ放送局
三遠南信地域では各地域の中心都市にコミュニティFMが存在し、番組制作や公開生放送などの協力や交流も盛んである。
- エフエム豊橋（豊橋市 84.3MHz）

可聴エリア：豊橋市・豊川市・蒲郡市・新城市・田原市・湖西市・浜松市の一部
- 浜松エフエム放送（浜松市 76.1MHz）

可聴エリア：浜松市（旧浜松市のほか、旧浜北市・天竜市・舞阪町・雄踏町・細江町・引佐町・三ケ日町・龍山村・春野町・佐久間町の各一部を含む）・磐田市・掛川市・袋井市・湖西市・御前崎市の一部・菊川市の一部・豊橋市の一部・豊川市の一部・新城市の一部
- 飯田エフエム放送（飯田市 76.3MHz）

可聴エリア：飯田市及び周辺地域